# ساتورو ساساكي
ساتورو ساساكي (باليابانية: 佐々木悟؛ بالكانا: ささき さとる) هو عداء مراثوني ياباني، ولد في 16 أكتوبر 1985.

## وصلات خارجية
- ساتورو ساساكي على موقع الاتحاد الدولي لألعاب القوى (الإنجليزية)
- ساتورو ساساكي على موقع الرابطة اليابانية لاتحادات ألعاب القوى (اليابانية)
- ساتورو ساساكي على موقع رابطة إحصائيات سباق الطريق (الإنجليزية)
- ساتورو ساساكي على موقع اللجنة الأولمبية الدولية (الإنجليزية)
- ساتورو ساساكي على موقع أوليمبيديا (الإنجليزية)